# Rana bannanica
Rana bannanica é uma espécie de anfíbio da família Ranidae.
Pode ser encontrada nos seguintes países: China e possivelmente em Laos.
Os seus habitats naturais são: florestas subtropicais ou tropicais húmidas de baixa altitude, lagos de água doce, marismas de água doce e lagoas.
Está ameaçada por perda de habitat.